# Triplophysa parvus
Triplophysa parvus és una espècie de peix de la família dels balitòrids i de l'ordre dels cipriniformes.
És un peix d'aigua dolça, demersal i de clima tropical, el qual viu a 1.770 m d'altitud al fons rocallós del riu Jialonghe, el qual flueix a través d'un congost càrstic des del llac Yangzonghai fins al riu Nanpanjiang al curs superior del riu Perla (Yunnan, la Xina). És inofensiu per als humans.

## Morfologia
- Fa 3,2 cm de llargària maxima.
- Cap comprimit lateralment.
- Absència d'escates.
- Aleta caudal bifurcada.[1][3]